# Ammophila zanthoptera
Ammophila zanthoptera är en biart som beskrevs av Cameron 1888. Ammophila zanthoptera ingår i släktet Ammophila och familjen grävsteklar. Inga underarter finns listade i Catalogue of Life.